# Софала

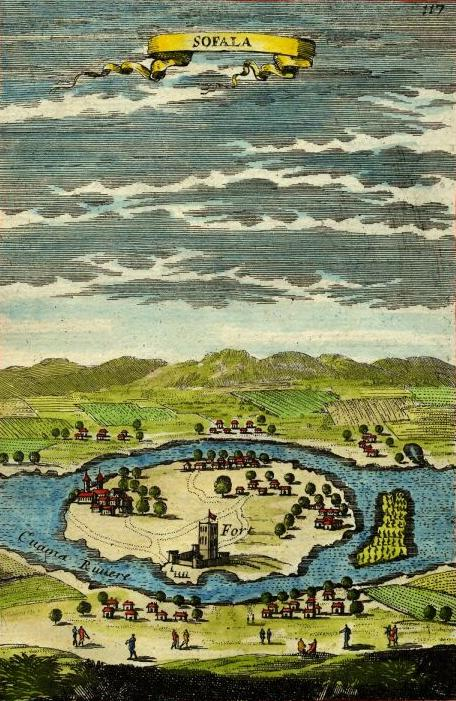
Зарисовка Софалы в 1683 году.

Софала (Sofala, офиц. Nova Sofala) — исторический порт в Мозамбике при впадении в Индийский океан реки Софалы, прежняя столица одноимённой провинции.

## История
На рубеже VII—VIII веков этим регионом заинтересовались торговцы из Индии и Китая. Начиная с VIII века, в этих местах стали строить свои фактории арабы, где примерно в 752 году они и основали одну из них в удобной гавани, в устье реки Софалы.
Софала — древнейшая известная по документам гавань Южного полушария. Ещё один из спутников Васко да Гамы высказал предположение, что в древности этот берег именовался Офиром и именно отсюда происходила царица Савская. В этой связи упоминает Софалу в «Потерянном рае» Джон Мильтон.
Надёжные сведения о существовании Софальской гавани появляются в арабских источниках VIII века. Начиная с 915 года здесь хозяйничали арабы и персы, которые принесли в Южное полушарие ислам. По реке и её притокам из глубин Африканского континента доставлялось для продажи арабам золото.
В XIV веке контроль за торговлей перешёл к султану Килвы, столица которого была расположена гораздо севернее, на территории нынешней Танзании.
В XV веке Софала становится главным портом государства Мономотапа со столицей в Большом Зимбабве. В 1489 году Софалу посетил первый европеец — португалец Перу да Ковильян.
В 1505 году гаванью овладели португальцы. Здесь возникла первая португальская колония к югу от экватора. Из привозного камня европейцы соорудили форт и здание торговой фактории. В связи с интенсивной вырубкой прибрежных лесов гавань Софалы, прежде способная вместить до сотни судов, заилела и превратилась в песчаную отмель.
По этой причине в 1890 году в 20 милях к северу был основан современный порт Бейра, куда переместилась не только торговля, но и управление Софальской провинцией. При строительстве Бейры использовался камень, высвободившийся после сноса старинных зданий Софалы.